# Charoen Pokphand
Charoen Pokphand Group, «Чарэн Покпханд Груп» — таиландский транснациональный конгломерат, осуществляющий деятельность по трём направлениям: пищевая промышленность, розничная торговля и телекоммуникации. Один из крупнейших в мире производителей комбикормов, мяса цыплят-бройлеров и креветок, управляет таиландской частью второй крупнейшей в мире сетей магазинов 7-Eleven и входит в число лидеров на домашнем рынке услуг связи. Также является крупнейшим акционером китайской страховой  компании Ping An Insurance.

## История
Компания была основана в 1921 году двумя братьями, Ек Чо и Сию Вуи Чиа (Ek Chor и Siew Whooy Chia), эмигрировавшими из Китая двумя годами ранее. Их компания, первоначально называвшаяся Chia Thai Co., занималась импортом семян и овощей из Китая, позже начала экспортировать свиней и яйца в Гонконг. К 1950 году компания взяла себе тайское название Charoen Pokphand, её сфера деятельности расширилась на производство комбикормов; к концу 1950-х годов это стало основным направлением компании. В 1960 году было открыто первое зарубежное представительство в Гонконге и начато экспорт комбикормов, в основном в КНР.
В 1970 году президентом Charoen Pokphand стал сын одного из основателей, Дханин Чеараванонт. Под его руководством компания начала внедрение в Таиланде передовых технологий в выращивании цыплят-бройлеров с использованием гормонов, антибиотиков и специальных пищевых формул. Для этого было создано совместное предприятие с американской компанией Arbor Acres. В 1972 году компания открыло предприятие по производству комбикормов в Индонезии, в 1973 году начала экспорт цыплят в Японию, а в 1976 году — в Сингапур. Успех в птицеводстве способствовал дальнейшей диверсификации Charoen Pokphand в направлении производства пищевых полуфабрикатов. В 1979 году дочерняя компания Chia Tai Co. стала первой компанией, зарегистрированной в свободной экономической зоне Шэньчжэнь. К началу 1990-х годов у Charoen Pokphand было около 200 дочерних компаний в Китае, также она становилась партнёром в совместных предприятиях с иностранными компаниями, желающими вести бизнес в КНР, в частности для Honda. В Таиланде компания продолжала расширять сферу деятельности, создав совместное предприятие по разведению уток с ещё одной американской компанией Avian Farms. В 1986 году компания начала исследования в разведении тигровых креветок в неволе. К концу 1980-х годов оборот компании достиг $4 млрд. В 1988 году Charoen Pokphand основала сеть ресторанов Chester’s Grill и сеть супермаркетов Makro, быстро ставшую лидером в Таиланде. В 1989 году было создано совместное предприятие с японской компанией Meiji по производству молочной продукции, а также были куплены права на развитие сети минимаркетов 7-Eleven в Таиланде, к концу 1990-х годов число магазинов этой сети достигло тысячи. Также в 1989 году была основана компания по производству поливинилхлорида совместно c бельгийской Solvay. В 1990 году с американской NYNEX (ставшей позже Verizon Communications) была основана телекоммуникационная компания TelecomAsia (TA), которая начала развивать волоконно-оптическую телефонную сеть, конкурирующую с государственной телефонной компанией; в 1993 году эта компания прошла первичное размещение акций на фондовой бирже Таиланда. Также публичными стали и некоторые другие дочерние компании группы: Charoen Pokphand Feedmill (комбикорма), Siam Makro (супермаркеты) и Vinythai (нефтехимия) на фондовой бирже Таиланда, Hong Kong Fortune (строительство) и CP Pokphand (гонконгское представительство) на Гонконгской фондовой бирже, шанхайский филиал на Шанхайской фондовой бирже, Ek Chor China Motorcycle (совместное предприятие с Honda по производству мотоциклов) на Нью-Йоркской фондовой бирже. В 1994 году была основана сеть торговых центров Lotus Supercenter.
Однако дальнейшую диверсификацию группы оборвал азиатский финансовый кризис 1997 года. Больше всего от него пострадала TelecomAsia, у которой лишь половина из 2,6 млн линий была абонирована, 1997 год TelecomAsia завершила с $1,5 млрд долга. Charoen Pokphand продала часть своих непрофильных активов, таких как доля в Ek Chor Motorcycle и некоторые телекоммуникационные дочерние компании, а также часть сети торговых центров Lotus (её купила британская Tesco). В 1999 году 11 дочерних компаний в сфере агробизнеса были объединены в группу Charoen Pokphand Feedmill. В 2000 году Charoen Pokphand вышла на рынок мобильных телефонов в партнёрстве с Orange и на рынок электронной коммерции, запустив платформы Phantavanij и eMarketplace. В 2003 году Orange продала большую часть (39 % из 49 %) доли в TelecomAsia, а в следующем году таиландская компания была переименована в True Corporation.
В 2013 году Charoen Pokphand приобрела долю HSBC в китайской страховой компании Ping An Insurance. В 2014 году группа обменялась пакетами акций на сумму около $1 млрд с японской торговой компанией Itochu, в партнёрстве с ней же в 2015 году приобрела долю в китайской финансовой компании CITIC (по 10 % каждая).
В июле 2015 года была заключена сделка между Charoen Pokphand и компанией «Агро-Инвест Бринки Б. В.» о покупке двух птицефабрик в Ленинградской области.

## Руководство
Дханин Чиараванонт (Dhanin Chearavanont, ธนินท์ เจียรวนนท์) — председатель правления и главный исполнительный директор (CEO) группы, также возглавляет несколько дочерних компаний. Родился 19 апреля 1939 года в Бангкоке, четвёртый, самый младший сын одного из сооснователей Charoen Pokphand Ек Чо. Уже в 25-летнем возрасте начал играть в семейной компании одну из ведущих ролей, а в 1970 году возглавил Charoen Pokphand. На начало 2018 года Forbes оценивал его состояние в $16,9 млрд, а состояние семьи Чиараванонт) — в $36,6 млрд (четвёртая богатейшая семья Азии).

## Дочерние компании

### Charoen Pokphand Foods
Компания Charoen Pokphand Foods была основана в 1978 году и занимается производством комбикормов, птицеводством и животноводством, переработкой мясной продукции, аквакультурой. Имеет дочерние компании в 17 странах, экспортирует продукцию в 40 стран. Акции компании котируются на фондовой бирже Таиланда, на 2014 год оборот компании составлял BT฿426 млрд, чистая прибыль — BT฿10,6 млрд, число сотрудников — 23 тысячи. Один из крупнейших в мире производителей комбикормов, мяса птицы и креветок. На домашний рынок приходится около 30 % оборота, 6 % на экспорт из Таиланда, 64 % на деятельность в других странах. Акции котируются на фондовой бирже Таиланда (тиккер CPF) и входят в её основной индекс SET50.

#### Птицефабрика «Северная»
- Птицефабрика «Северная» — крупнейшая птицефабрика на северо-западе России[16].

### CP ALL
CP All — основная компания группы в сфере розничной торговли, управляющая сетью магазинов 7-Eleven. На конец 2017 году сеть включала 10 тысяч магазинов (крупнейшая в юго-восточной Азии по выручке), из них 44 % в собственности группы, остальные на правах франчайзинга. Также включает сеть супермаркетов Siam Makro. Оборот в 2016 году составил $15 млрд, рыночная капитализация на 2017 год составляла $13 млрд, число сотрудников — около 40 тысяч. Акции котируются на фондовой бирже Таиланда (тиккер CPALL) и также входят в индекс SET50.

### True Corporation
True Corporation — телекоммуникационное подразделение группы. Второй крупнейший мобильный оператор Таиланда (True Move), крупнейший оператор широкополосного Интернета, также предоставляет и другие услуги связи. Акции котируются на фондовой бирже Таиланда (TRUE) и также входят в индекс SET50. Оборот в 2016 году составил BT฿124 млрд, активы — BT฿449 млрд, число сотрудников — 23 тысячи.

### Ascend Group
Ascend Group — платформа электронной коммерции, отделённая в 2014 году от True Corporation. Помимо Таиланда работает также в других странах юго-восточной Азии и предоставляет такие услуги, как электронные платежи, складские помещения для Интернет-магазинов, дата-центры, венчурное финансирование и другие.